# Кохання та інші обставини
Кохання та інші обставини (англ. Love and Other Impossible Pursuits) — фільм Дона Руса з Наталі Портман в головній ролі.

## Сюжет
Головна героїня — молода адвокатеса Емілія Грінліф, переживає трагедію: її новонароджена дочка Ізабель померла, проживши всього один день. Емілія впадає в глибоку депресію: вона не в змозі працювати, її мучить безсоння, любов до чоловіка згасає не по днях, а по годинах. Знов знайти смак до життя героїні допомагає спілкування з 5-річним пасинком.